# Pieces (Matt Simons)
Pieces è il primo album in studio del cantautore statunitense Matt Simons, pubblicato nel 2012.

## Tracce
1. Emotionally Involved – 3:11
2. Gone – 3:42
3. Let Me Go On – 3:19
4. With You – 3:38
5. Pieces – 3:28
6. Miss You More – 4:36
7. Best Years – 3:20
8. I Will Follow You into the Dark (Death Cab for Cutie cover) – 3:55
9. Fall in Line (Live in studio) – 3:23
10. Pieces (Acoustic) – 3:47